# Ctenogobiops feroculus
Ctenogobiops feroculus là một loài cá biển thuộc chi Ctenogobiops trong họ Cá bống trắng. Loài cá này được mô tả lần đầu tiên vào năm 1977.

## Từ nguyên
Tính từ định danh feroculus trong tiếng Latinh nghĩa là “khá hung hăng” (mặc dù hậu tố ulus dùng để giảm nhẹ nghĩa của danh từ), hàm ý đề cập đến những cuộc cạnh tranh cùng loài được quan sát ở loài cá này.

## Phân bố và môi trường sống
C. feroculus có phân bố khắp vùng Ấn Độ Dương - Thái Bình Dương, gồm cả Biển Đỏ, từ Mozambique trải dài về phía đông đến quần đảo Marshall và quần đảo Solomon, xa hơn nữa là đến Fiji, quần đảo Cook (tại Rarotonga), Polynésie thuộc Pháp (tại quần đảo Société và Tuamotu), ngược lên phía bắc đến quần đảo Ryukyu (Nhật), xa về phía nam đến rạn san hô Great Barrier (Úc) và Nouvelle-Calédonie. Loài này cũng được ghi nhận ở cù lao Câu (Việt Nam), và cả quần đảo Hoàng Sa và quần đảo Trường Sa. Tuy nhiên, các loài Ctenogobiops khó xác định nên phân bố thực sự của chúng có thể cần xem xét lại trong tương lai.
C. feroculus sống trên nền đáy cát mịn và đá vụn của đầm phá và rạn san hô, độ sâu đến ít nhất 25 m.

## Mô tả
Chiều dài cơ thể lớn nhất được ghi nhận ở C. feroculus là 8 cm. Loài này có màu trắng với ba hàng đốm nâu. Hàng đốm nằm ngay phía trên gốc vây ngực có khoảng 7–10 đốm nhưng lớn hơn các đốm hàng khác. Hai bên đầu có những vệt ngắn và đốm tròn màu nâu. Có một vệt trắng trên vây ngực.
Số gai vây lưng: 7; Số tia vây lưng: 10–12; Số gai vây hậu môn: 1; Số tia vây hậu môn: 10–11; Số gai vây bụng: 1; Số tia vây bụng: 5; Số tia vây ngực: 19–20.

## Sinh thái
C. feroculus thường sống thành đôi và sử dụng hang của tôm gõ mõ làm nơi trú ẩn. Chúng sống cộng sinh với tôm Alpheus djeddensis.
C. feroculus có khả năng tự tạo ra huỳnh quang đỏ ở mắt.